# Johannes I Tzimiskes
Johannes I Tzimiskes (grekiska: Ιωάννης Τζιμισκής Κουρκούας), född omkring 925 i Armenien, död 10 januari 976, var bysantinsk kejsare från 11 december 969 till 10 januari 976. 
Han blev kejsar Romanos II:s fältherre i Armenien och understödde 963 Nikeforos Fokas, då denne på grund av sitt giftermål med Romanos änka, Teofano, uppsteg på tronen, men bidrog liksom Teofano till att störta och mörda honom 969 och blev då själv kejsare. Han besegrade ryssar och bulgarer och återtog hela Syrien, utom Jerusalem, från saracenerna. Hans regering betecknar jämte efterträdarens, Basileios Bulgaroktonos', det bysantinska rikets egentliga höjdpunkt.